# Champdivers
Champdivers é uma comuna francesa na região administrativa de Borgonha-Franco-Condado, no departamento de Jura. Estende-se por uma área de 7,45 km². Em 2010 a comuna tinha 440 habitantes (densidade: 59,1 hab./km²).